# Digicel Cup (îles Caïmans)
Pour les articles homonymes, voir Digicel Cup.
La Cayman Islands Digicel Cup est une compétition placée sous l'égide de la Fédération des îles Caïmans de football. Elle était sponsorisée par le groupe caribéen Digicel avant d'être remplacée à partir de l'édition 2013 par la President's Cup.

## Palmarès

### Digicel Cup
- 2005-2006 : Western Union FC 2-0 George Town SC
- 2006-2007 : Scholars International bat Tigers FC
- 2007-2008 : Roma United SC 1-0 George Town SC
- 2008-2009 : Elite SC 4-1 Scholars International
- 2009-2010 : George Town SC 2-1 Bodden Town FC
- 2010-2011 : George Town SC 3-1 Roma United
- 2011-2012 : Elite SC 2-0 Bodden Town FC
- 2012-2013 : Scholars International 0-0 t.a.b. (7-6) Elite SC

### President's Cup
- 2013-2014 : Bodden Town FC 2-1 George Town SC
- 2014-2015 : Bodden Town FC 1-1 t.a.b. (3-1) Roma United SC
- 2015-2016 : Roma United SC 2-1 a.p. Bodden Town FC
- 2016-2017 : Scholars International 4-1 Bodden Town FC